# Almedina de Marraquexe
A Almedina de Marraquexe é a cidade fortificada, ou medina da cidade de Marraquexe, em Marrocos.
Fundada por volta de 1071 pelos Almorávidas, Marraquexe permaneceu um importante centro cultural, económico e político por um grande período de tempo. A sua influência espalhou-se por todo o mundo islâmico, desde o Norte de África a Andaluzia. Tem vários monumentos impressionantes datando desse período: a Mesquita Cutubia, o casbá, jardins, portas monumentais, etc. Mais tarde surgiram mais impressionantes monumentos: o Madraça ibne Iúçufe, o Palácio de Bahia, os Túmulos Saadi, várias monumentais residências e a Praça Jemaa El Fna.

## Galerias

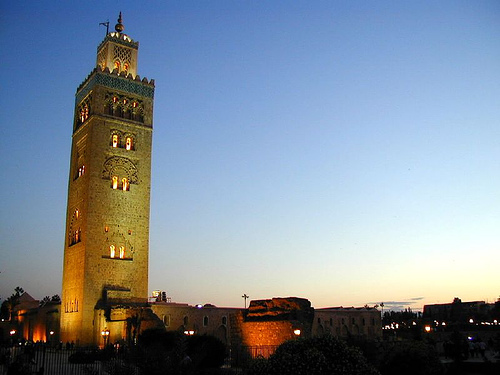
Mesquita da Cutubia
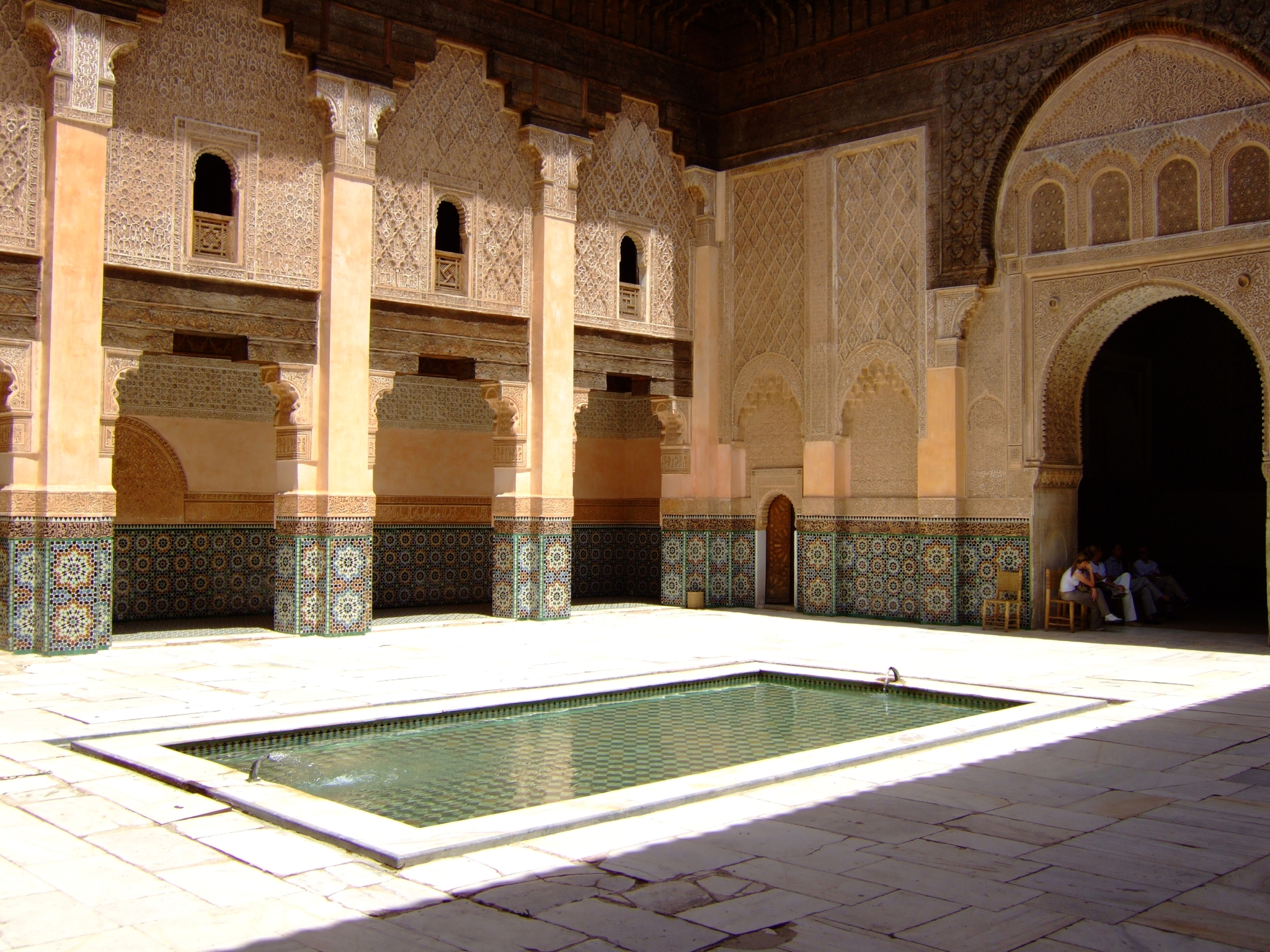
Madraça ibne Iúçufe
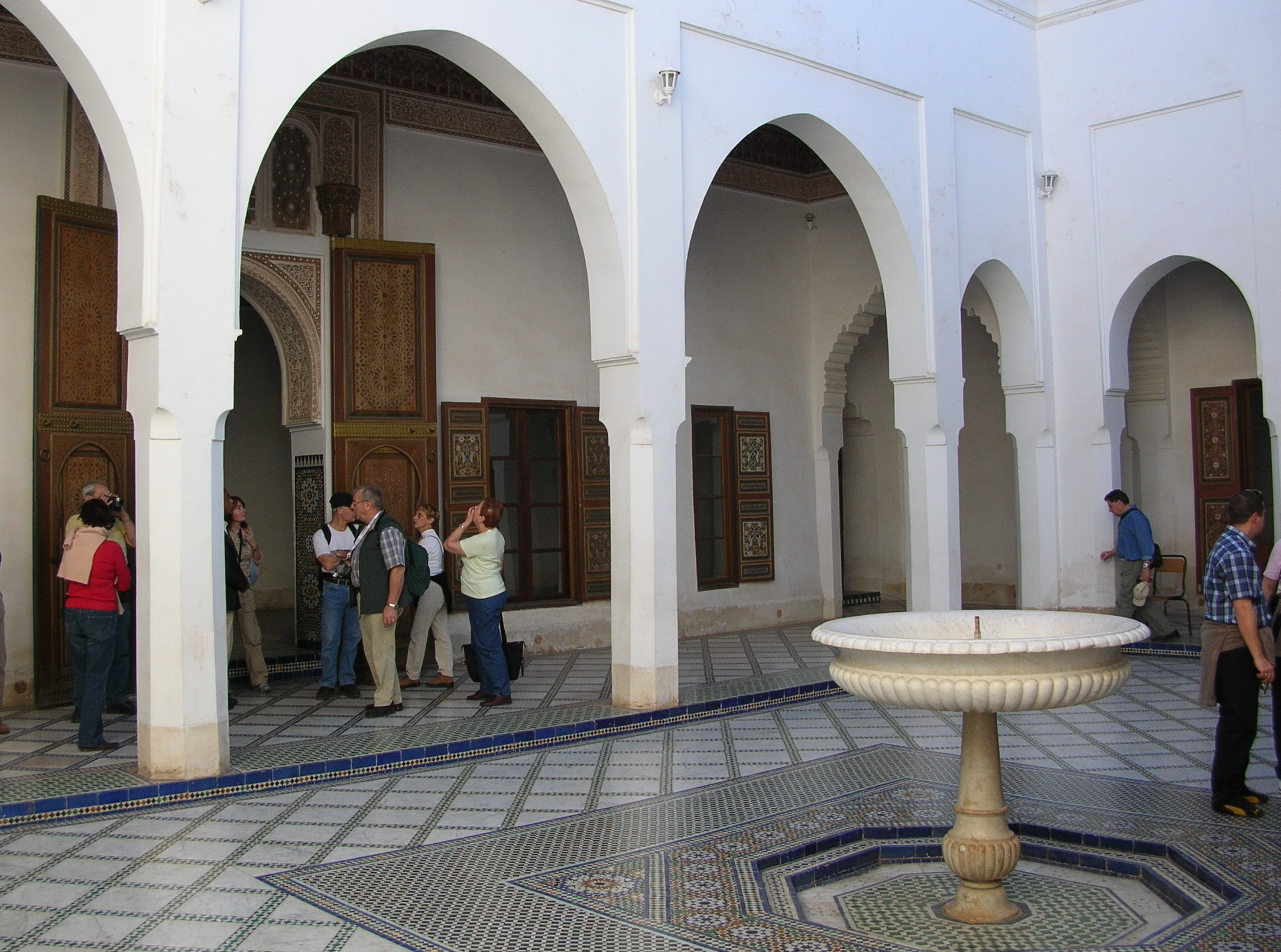
Palácio de Bahia
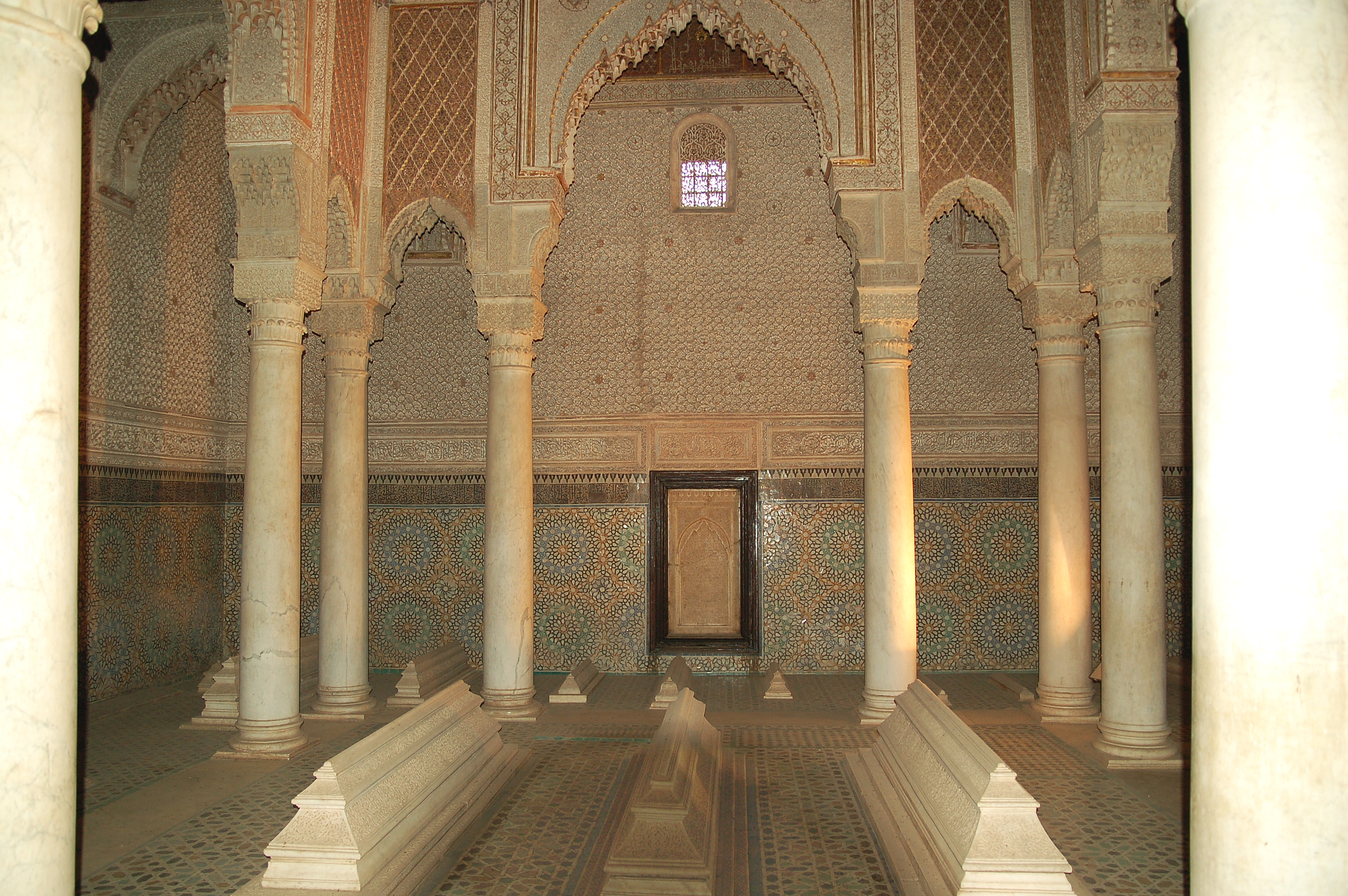
Túmulos Sadi
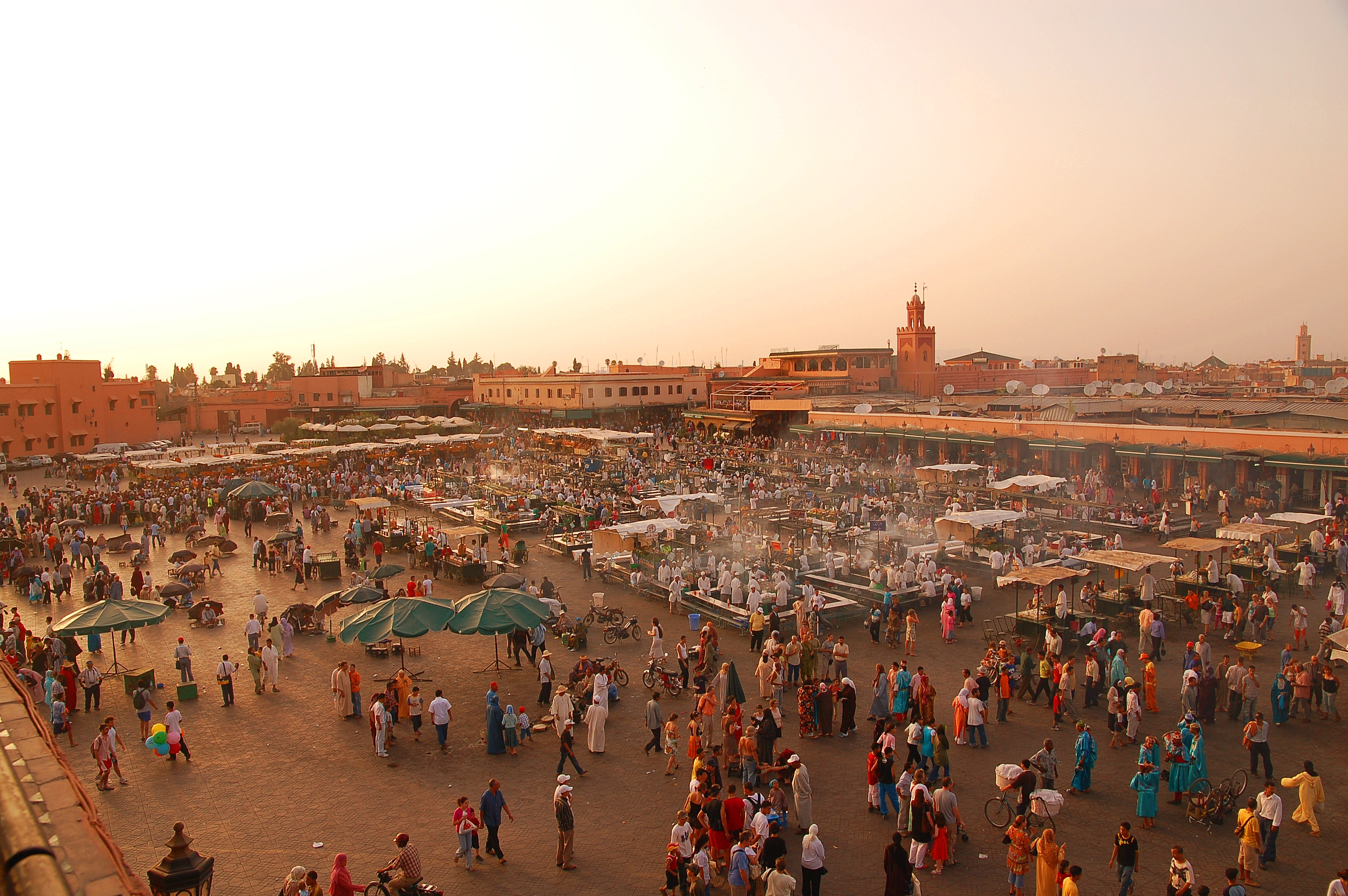
Praça Jemaa El Fna